# Буртнієкс
Озеро Буртнієкс (латис. Burtnieka ezers, ест. Asti järv) — четверте за розміром озеро в Латвії. Озеро повністю лежить в межах біосферного заповідника Північне Відземе.

## Географія
Озеро неглибоке із середньою глибиною 2,9 м, максимум 3,3 м. Площа поверхні — 40 км². Висота над рівнем моря — 39,5 м.
Дно озера переважно піщане, місцями трохи мулисте. У південно-східній частині озера є скелі з девонського пісковика. Береги пологі і піщані, але вздовж південного узбережжя хвилі вирізали скелі з пісковика. Після регулювання рівня води річки Салаца 1929 р. рівень озера впав на метр, і багато відкритого мілководдя вкрилось очеретом та водоростями. Озеро містить три острови загальною площею 14000 м². У озеро впадають невеликі річечки та струмки з Латвії та Естонії; серед них Аунупіте, Баугупіте, Брієдес, Дурес, Екінупе, Руя і Седа. Озеро Буртнієкс є витоком річки Салаца, яка витікає з північно-західного кута озера і через 95 км впадає у Ризьку затоку.

## Фауна
В озері є 17 видів риб, таких як коропові, лосось, головень, вугор та щука, є зони для полювання на качок.

## Історія та культура
У давнину озеро було відоме як Астіярв або Астер, коли північне Відземе було заселене лівами. Озеро є основним місцем дії латвійської національної епопеї Лачплесис і фігурує у багатьох латвійських фольклорних історіях. 
У могильнику Звейніекі, розташованому на північному березі озера у гирлі річки Руя, знайдені поховання епохи мезоліту та неоліту.
Сьогодні на узбережжі розташовано кілька маленьких сіл, найбільше з яких — Буртніекі.